# Mermessus subantillanus
Espèce
Synonymes
- Eperigone subantillana Millidge, 1987

Mermessus subantillanus est une espèce d'araignées aranéomorphes de la famille des Linyphiidae.

## Distribution
Cette espèce est endémique de Guadeloupe.

## Description
Les mâles mesurent de 1,45 à 1,6 mm et les femelles de 1,6 à 1,9 mm.

## Publication originale
- Millidge, 1987 : The erigonine spiders of North America. Part 8. The genus Eperigone Crosby and Bishop (Araneae, Linyphiidae). American Museum novitates, no 2885, p. 1-75 (texte intégral).